# Aeropuerto de Barra Grande
Aeropuerto de Barra do Garças (OACI: SIRI), es el aeropuerto que da servicio a Barra Grande en el Municipio de Maraú, Brasil.

## Aerolíneas y destinos
| Aerolíneas     | Destinos          |
| -------------- | ----------------- |
| Abaeté Aviação | Salvador da Bahia |

## Acceso
El aeropuerto está ubicado a 4 km (2 mi) del centro de Barra Grande ya 31 km (19 mi) del centro de Maraú.